# Muriel Salmona
Pour les articles homonymes, voir Salmona.
Muriel Salmona, née le 21 juin 1955 à Chennevières-sur-Marne, est une psychiatre française. Elle est la fondatrice en 2009 et présidente de l'association Mémoire traumatique et victimologie, organisme d'information et de formation pour les intervenants prenant en charge les victimes de violences, en particulier de violences sexuelles, mais aussi de violences conjugales, de violences faites aux enfants, et de violences liées au terrorisme.

## Biographie

### Enfance
Muriel Salmona nait le 21 juin 1955 à Chennevières-sur-Marne. À l'âge de six ans, elle subit des violences sexuelles sous la responsabilité de sa mère,.

### Formation
Elle fait des études de médecine et soutient, en 1991, à l'université Paris 7 (Bichat) sa thèse de médecine intitulée « Sophie ou les malheurs du désir » sous la direction d'Yves Pélicier, qui consiste en une lecture psychanalytique des Malheurs de Sophie de la comtesse de Ségur. Elle effectue une spécialisation en psychiatrie à l'université Paris V et réalise un DES de psychiatrie intitulé « Castelli, l'illustrateur-interprète de Sophie ». Après une expérience de plusieurs années de pratique libérale de la psychiatrie, elle s'engage dans une pratique professionnelle en lien avec la psychotraumatologie, c'est-à-dire qui prend en compte le traumatisme psychique du patient en lien avec des violences subies et leurs effets. 
Elle s’attache à mettre en évidence le lien entre les violences subies et la genèse de certains symptômes psychiques ou psychiatriques. Faisant d'abord appel à la notion d'état de stress post-traumatique, elle a développé les notions de colonisation traumatique par l'agresseur, de dissociation péri et post-traumatique, et de conduites à risque dissociantes.
Elle est ainsi amenée à intervenir sur ces questions, auprès de différentes instances, notamment à l'Assemblée nationale pour ce qui concerne l'appareil législatif concernant la prostitution et la prescription des crimes sexuels, au Sénat, au Conseil économique, social et environnemental en ce qui concerne les violences faites aux femmes ou encore devant  le Haut Conseil à l'égalité entre les femmes et les hommes pour des questions concernant le harcèlement des femmes dans les transports. Elle fait également partie d'un groupe de travail à la Mission interministérielle pour la protection des femmes victimes de violences et la lutte contre la traite des êtres humains et elle a été membre de la Commission Enfance en France de l’Unicef France, travaillant en partenariat avec d'autres associations qui luttent contre les violences faites aux enfants, aux femmes et contre les violences sexuelles. Elle est membre également de la CIIVISE depuis sa création.

## Activités associatives
Muriel Salmona s'engage dans des initiatives institutionnelles visant à la reconnaissance de l'impact traumatique des violences et à la prise en compte de ses effets sur les victimes. Dans cette perspective, elle fonde en 2009 une association, Mémoire traumatique et victimologie, dont le but est de donner des informations aux victimes de violences et de proposer des formations aux professionnels de ce champ. Dans le cadre de son association, elle propose des formations et conférences, conçoit des brochures d'information ou donne des interviews sur des sujets touchant au déni des violences sexuelles, notamment aux violences conjugales ou aux viols,,. A la fin de l'année 2017, à propos de l'affaire Weinstein, un article de l'Obs lui est consacré, dans lequel elle exprime l'opinion que le vent tourne en faveur des victimes de violences sexuelles.

### Organisation de colloques
- Violences sexuelles - le corps et la sexualité en otage,  novembre 2010.
- Violences et soins, soins des victimes/victimes des soins, en novembre 2013.
- Enquête de reconnaissance,  mars 2015[19].
- La cause des victimes de violences sexuelles, en octobre 2019.

### Rapports
Elle conçoit en 2014, avec Noémie Roland, Emilie Morand, Judith Trinquart, Sokhna Fall et Laure Salmona, une enquête nationale, Impact des violences sexuelles de l'enfance à l'âge adulte, dont les résultats sont exposés lors du colloque Enquête de reconnaissance et qui donne lieu à un rapport et à un article. Il en ressort que 81 % des personnes ayant subi des violences sexuelles ont commencé à en subir avant l’âge de 18 ans, que 83 % des victimes de violences n'ont reçu ni protection ni reconnaissance, et que l'accès à des soins spécialisés a été rare et difficile,, enquête dont Le Monde rend compte.

### Prises de position
Dans une optique féministe, elle cherche à obtenir une amélioration de la protection et des soins pour les victimes de violences sexuelles, adopte une position abolitionniste à l'égard de la prostitution. Elle s'engage également contre les châtiments corporels envers les enfants et contre les violences sexuelles qu'ils subissent et préconise une évolution des rapports entre hommes et femmes.
Le 20 octobre 2017, elle remet à Marlène Schiappa secrétaire d'État chargée de l'Égalité entre les femmes et les hommes un Manifeste contre l’impunité des crimes sexuels, document contenant huit propositions pour une prise en charge globale des victimes,,.
En mars 2018, alors qu'un rapport sur le viol propose d’insérer dans le Code pénal un âge de non-consentement des mineurs à un acte sexuel, tout en différenciant deux seuils, à 13 ans et à 15 ans, elle demande, notamment dans une tribune publiée dans L'Humanité « que le Code pénal fixe pour les mineurs un seuil d’âge en dessous duquel toute atteinte sexuelle commise par un adulte est une agression sexuelle ou un viol, avec une présomption irréfragable d’absence de consentement », et que cet âge soit fixé à 15 ans. Après consultation du rapport remis par la Mission pluridisciplinaire sur les infractions sexuelles commises à l’encontre des mineurs, Marlène Schiappa retient l'âge de 15 ans, ainsi que le gouvernement. L'examen de cette question et de la position de Muriel Salmona font l'objet d'un article détaillé dans le magazine mensuel culturel américain The Atlantic.
En juillet 2018, juste avant le vote au Sénat de la loi Schiappa sur les violences sexistes et sexuelles, Mémoire traumatique et victimologie commande un sondage Ipsos sur l'opinion des Français concernant la fixation d'un âge minimum au-dessous duquel toute pénétration sexuelle par un adulte serait considérée comme un viol. 81 % des personnes interrogées se déclarent favorables à la fixation d'un seuil d'âge,, 76 % à ce que ce seuil d'âge soit fixé au moins à 13 ans. En cas d'inceste ou de handicap du mineur ayant subi l'acte sexuel plus de 90 % des personnes interrogées fixent le seuil à 18 ans. Ce sondage corrobore celui réalisé par Harris Interactive à la demande de l'AIVI (Association internationale des victimes d'inceste) et d'autres associations en juin 2018.
Après la publication du livre de Camille Kouchner La familia grande en janvier 2021 et la vague de témoignages sur les réseaux sociaux #MeTooInceste, la psychiatre décide de soutenir les personnes qui prennent la parole en témoignant à son tour personnellement des violences sexuelles subies dans le cadre familial dans son enfance, terreau qui a suscité son engagement auprès des autres victimes et contre la prolifération des violences sexuelles. La presse la surnomme alors « la voix des victimes d'inceste ».
En novembre 2024 elle enregistre sur France Culture avec Marina Carrère d'Encausse dans le cadre de l'émission Carnets de santé, une série de 6 podcasts intitulée Trauma et violence sexuelle : de l'agression à la réparation

### Campagnes

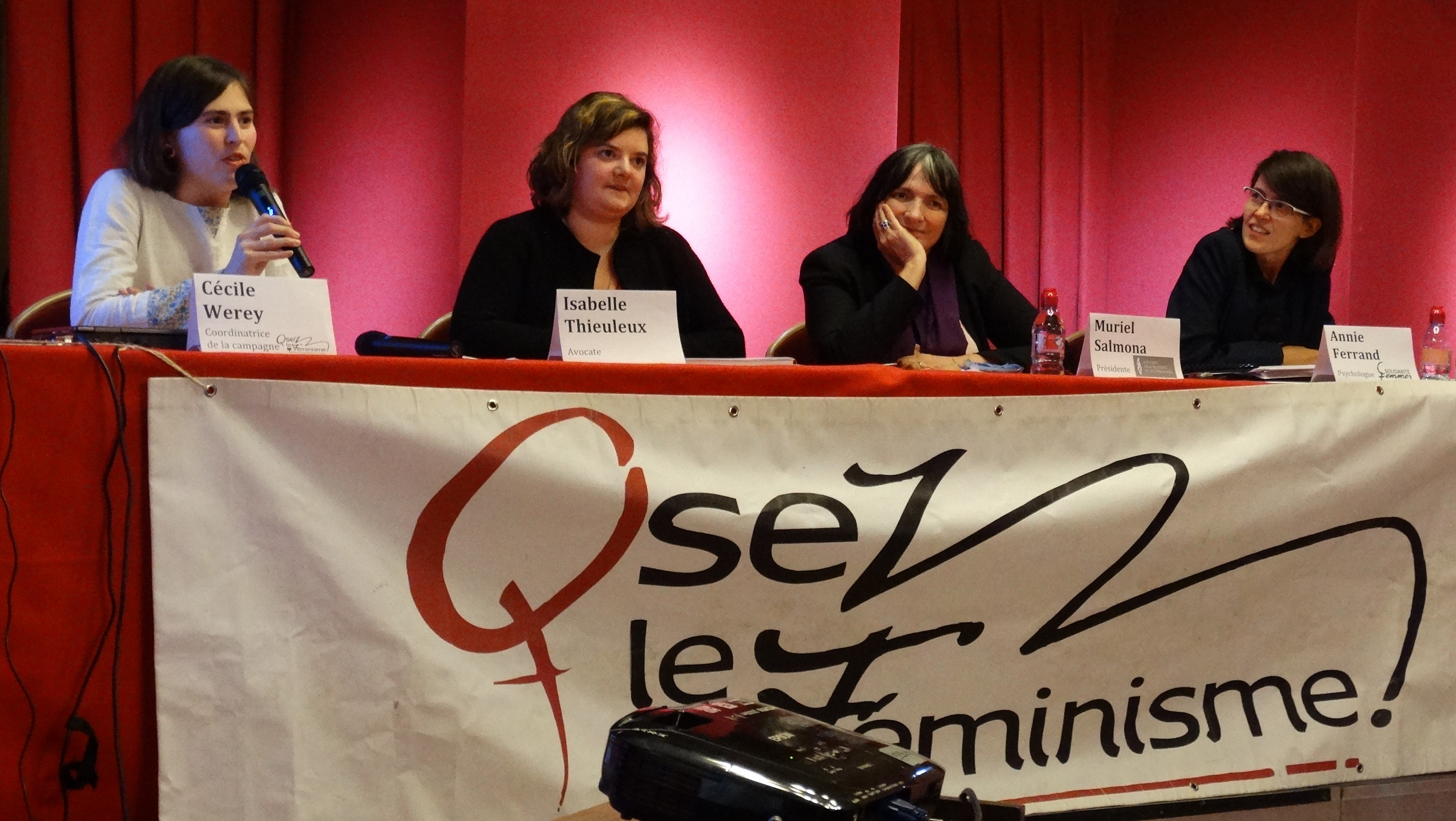
La D^{re} Salmona, Isabelle Thieuleux et Annie Ferrand présentées par Cécile Werey au lancement dÀ notre santée, campagne de l'association OLF, le 8 mars 2019 à Paris.

Au sein de son association, Muriel Salmona organise plusieurs campagnes de sensibilisation aux violences sexuelles, notamment Et pourtant c'était un viol,  campagnes Stop au déni,, campagnes contre le harcèlement dans les transports, contre le cyberharcèlement.
En mars 2016 elle publie les résultats d'un sondage qu'elle a fait faire par Ipsos sur les Français et les représentations sur le viol, : un des résultats principaux est que 40 % des personnes interrogées pensent qu'une attitude provocante de la victime en public atténue la responsabilité du violeur, ce qui, avec les autres réponses, révèle l'importance des présupposés sur les viols, la prégnance de certains stéréotypes sexistes et de la culture du viol qui met en cause la victime.
À l'occasion de la Journée internationale des droits des femmes du 8 mars 2019, Muriel Salmona participe à une table-ronde intitulée « Lutte contre les agresseurs parmi les professionnels de santé », aux côtés de l'avocate Isabelle Thieuleux et de la psychologue en victimologie Annie Ferrand, à la mairie du mairie du 12e arrondissement de Paris, dans le cadre du lancement de la campagne d'Osez le féminisme !.

## Distinctions
- 2018 : chevalier de la Légion d'honneur[55]
- 2022 : chevalier de l'ordre des Arts et des Lettres[56]

## Critiques
En mars 2021, Le Monde publie dans ses pages Idées une tribune libre signée par un collectif de juristes et travailleurs sociaux qui, tout en soulignant « l'indéniable expérience clinique » de Muriel Salmona, et sa popularisation des « notions de mémoire traumatique, de psychotraumatisme, de dissociation et d’amnésie traumatiques », critiquent son « adresse directe aux enfants » dans un clip diffusé sur le média en ligne Brut. Selon eux, il convient de ne pas « enfermer l'enfant victime d'inceste dans son traumatisme » mais de « relever le défi de mieux l’entendre, le protéger, l’accompagner ».
Quelques jours plus tôt, la journaliste Peggy Sastre publie dans Causeur un article critique dans lequel elle estime que les notions d'amnésie et de refoulement traumatiques sont « dénuées de toute base scientifique sérieuse » bien que ces notions aient fait l'objet déjà, depuis le XIXe siècle, de controverses et de travaux, ayant prouvé leur existence et ayant motivé son inscription dans le DSM-5. 

## Publications

### Ouvrages
- Le Livre noir des violences sexuelles, Paris, Dunod, 2013 2018 2022, 512 p. (ISBN 978-2100825837).
  - traduction en anglais : Sexual Violence, Dissociation, and Inequality A Guide to Understanding Traumatic Memory,  traduction de Kate Rose, préfaces de Denis Mukwege et Kate Rose, Routledge, 2024,  (ISBN 9781032802619)
- Violences sexuelles : les 40 questions-réponses incontournables, Paris, Dunod, 2015, 288 p. (ISBN 978-2-10-073808-3).
- Châtiments corporels et violences éducatives. Pourquoi il faut les interdire en 20 questions réponses, Paris, Dunod, 2016, 288 p. (ISBN 978-2-10-075502-8).
- Le Harcèlement sexuel, Paris, Puf, coll. « Que sais-je ? », 2019, 128 p. (ISBN 978-2-13-081317-0 et 2-13-081317-8).
- Enrayer la fabrique des agresseurs sexuels, Paris, Dunod, 2025, 368 p. (ISBN 978-2100810574).

### Articles et chapitres d'ouvrage
- « Les processus de production et reproduction de la violence », sur www.diploweb.com, 7 novembre 2010 (consulté le 15 août 2025)
- « L’impact psychotraumatique des violences sur les enfants : la mémoire traumatique à l’œuvre », La revue de santé scolaire & universitaire, janvier-février 2013, no 19, p. 21-25 [lire en ligne].
- Dans le dossier « Le traumatisme du viol », Santé mentale, mars 2013, no 176, p. 22-35 :
  - « Le viol, crime absolu » [lire en ligne] ;
  - « Clinique du psychotraumatisme », (avec P. Louville) [lire en ligne].
- « La prise en charge médicale des enfants victimes », in Dominique Attias et Lucette Khaïat (dir.), Le parcours judiciaire de l’enfant victime, Érès, 2015,  (ISBN 9782749248905), p. 45-78
- « L’emprise ou la dissociation traumatique à l’œuvre » [« Hold or traumatic dissociation at work »], Soins Psychiatr., vol. 39, no 315,‎ mars-avril 2018 (DOI 10.1016/j.spsy.2018.01.004, résumé)
- Muriel Salmona (texte) et Claire Bouilhac (dessin), « Thérapie post traumatique », dans En chemin elle rencontre... Les artistes se mobilisent pour le respect des droits des femmes, Des ronds dans l'O / Amnesty International, février 2013 (ISBN 978-2-917237-46-5), p. 82-89
- « L’impact psychotraumatique des violences conjugales sur les victimes », dans Édouard Durand et Ernestine Ronai, Violences conjugales, le droit d'être protégée, Dunod, 2017 (ISBN 978-2-10-076957-5, lire en ligne), p. 1-18.